# 王紹懿
王紹懿（？—866年），封太原伯，唐朝将领，回紇阿布思族，曾任成德节度使，实质独立于朝廷。

## 背景
绍懿生年不详，兄長王绍鼎，在绍鼎之前，他家控制成德已经两代了：长庆元年（821年），他的祖父成德兵馬使王廷湊殺害节度使田弘正，控制了成德，又打敗了田弘正之子田布，迫使朝廷妥协，王元逵继承父位后，和朝廷和解。王绍懿及其兄王绍鼎都是王元逵妻寿安公主之子。
大中八年（854年）十二月，王元逵去世，王绍鼎继任。王绍懿时为御史中丞、深州刺史。十一年（857年）三月，王绍懿以朝请大夫、深州刺史、御史大夫兼成德军节度判官被起复为检校左散骑常侍、镇府左司马、知府事，充成德军节度副使，兼充都知兵马使。
王绍鼎行为不端，喜好饮酒，尤其喜欢在塔楼上用弹弓打行人取乐。士兵想推翻他，但未及兵變，王绍鼎就在当年七月病亡了。王绍鼎子年幼，士兵拥立王绍懿继任，王绍懿自称留后。宣宗也同意了，当月王绍懿以成德军节度副使、都知兵马使、检校右散骑常侍、左司马、知府事、兼御史中丞受任以本官充成德军节度、观察留后，赐紫金鱼袋，十月被任为检校工部尚书，兼镇州大都督府长史、御史大夫，充成德军节度、镇冀深赵观察等使。

## 任节度使
王绍懿对成德的治理简单而宽大，军民对他都很满意。累加检校右仆射、兼御史大夫、太原县开国伯，食邑七百户，又加检校司空。
咸通七年（866年）三月，身为成德军节度、镇冀深赵等州观察处置等使、金紫光禄大夫、检校司空、镇州大都督府长史、御史大夫、太原县开国伯、食邑七百户、袭食实封一百户的王绍懿染病。他召来兄長王绍鼎的嫡长子都知兵马使王景崇，对他说：“我兄长认为你年轻，所以把军队的指挥权和成德的管辖权都交给我。你现在成年了，我要把权力交还给你。你要努力工作，忠于朝廷，和隔邻藩鎮和睦相处，别毁了兄长的遗产。这就是你的功劳了。”说完就死了。宣宗的儿子和继任者唐懿宗认可了这次权力交接，任王景崇为节度使。赠王绍懿司徒。

## 延伸阅读
[在维基数据编辑]
 《新唐書·卷211》，出自《新唐書》